# キャロル・モリス
キャロル・モリス（Carol Ann Laverne Morris、1936年4月8日 - )は、アメリカ合衆国のモデル・女優。ミス・ユニバース1956に選ばれたことで知られる。

## 経歴
1936年4月8日、ネブラスカ州オマハに牧師LaVerne Morrisの一人娘として生まれる。出生名Carol Laverne Morris。
カンザス州スコットに移り、小学校に通う。
アイオワ州オタムワに移り、オタムワ・ハイスクールに通う(1952-1954)。オーケストラでヴァイオリンを演奏し、教会合唱団で歌い、日曜学校で教えた。また、 水泳チームthe Sharksの一員であった。高校在学中、Miss Ottumwa優勝。ミスコンは初挑戦で初優勝である。
アイオワ州のドレーク大学に進学。初等教育を学ぶ。カッパ・アルファ・シータに所属(Carol Morris McCann名義）。1954年6月24日、大学在学中にミス・アイオワ優勝。
1954年9月11日、第28回ミス・アメリカ大会（ミス・アメリカ1955）に出場。
1956年7月18日、第5回ミスUSA大会（ミスUSA1956）優勝、ミス・ユニバースの出場権を得る。1956年7月20日、ミス・ユニバース1956でドイツのマリーナ・オルシェル（バストがモリスより4インチ大きく、ミス・フォトジェニックに選ばれた）らを抑え優勝。

### その後
ミスとしての任期の終えた後、Universal International Pictures6ヶ月の映画スタジオ契約を締結、演技のキャリアを開始する。
- 1957年5月22日: The Adventures of Ozzie and Harriet (TV Series, Season 5 Episode 34) (as Miss Universe)
- 1956年10月18日: Playhouse 90 (TV Series, Season 1 Episode 3) (as Francine)[4]
- 1959年1月: Born to Be Loved (as Dorothy Atwater)
- 1962年6月: Paradise Alley (as Susie Wilson)

（特に断らない限り出典：）

## 私生活とゴシップ
1959年6月、テキサス州ヒューストン出身の裕福な石油業者Ed "Buzz" Burke（当時45）と結婚する。3人の子を儲けたのち夫は死去。その後再婚し、2010年現在夫と共にテキサス在住。
2012年、Iowa History Journalに記事が掲載される（Volume 4, Issue No. 1, January/February 2012）。